# Jens Mouris
Jens Mouris (Ouderkerk aan de Amstel, 12 marzo 1980) è un ex pistard e ciclista su strada olandese, attivo tra gli Elite dal 1999 al 2017.

## Palmarès

### Pista
- 1999

Campionati olandesi, 50 chilometri
- 2004

Campionati olandesi, Inseguimento individuale
- 2005

1ª prova Coppa del mondo 2005-2006, Inseguimento individuale (Mosca)
- 2006

Campionati europei, Omnium endurance
2ª prova Coppa del mondo 2006-2007, Americana (Mosca, con Danny Stam)
- 2007

4ª prova Coppa del mondo 2006-2007, Americana (Manchester, con Peter Schep)
Campionati europei, Americana (con Peter Schep)
1ª prova Coppa del mondo 2007-2008, Americana (Sydney, con Peter Schep)
- 2013

Campionati olandesi, Americana (con Wim Stroetinga)

#### Altri successi
- 2006

Classifica finale Coppa del mondo 2005-2006, Inseguimento individuale

### Strada
- 1999 (Juniores)

Ronde van de Haarlemmermeer
- 2000 (Van Vliet-Weba, due vittorie)

Westfriese Dorpenomloop
Classifica generale OZ Wielerweekend
- 2001 (Van Vliet-Weba, una vittoria)

Joseph Sunde Memorial
- 2002 (Rabobank GS3, due vittorie)

Grote Rivierenprijs
Prologo Olympia's Tour (Almere, cronometro)
- 2004 (AXA, due vittorie)

Omloop van de Glazen Stad
Ronde van Overijssel
- 2005 (AXA, una vittoria)

Prologo Ronde van de Provincie Antwerpen (Booischot, cronometro)
- 2006 (Team Regioström-Senges, due vittorie)

2ª tappa Tour du Brabant Wallon (Beauvechain, cronometro)
3ª tappa Tour du Brabant Wallon (Louvain-la-Neuve > Ottignies)
- 2008 (Mitsubishi-Jartazi, una vittoria)

Prologo Delta Tour Zeeland (Hulst, cronometro)
- 2010 (Vacansoleil, una vittoria)

Ronde van het Groene Hart

#### Altri successi
- 2004 (AXA)

Criterium Roden
- 2010 (Vacansoleil)

Classifica traguardi volanti Ster Elektrotoer
- 2012 (Orica-GreenEDGE)

1ª tappa Tirreno-Adriatico (San Vincenzo > Donoratico, cronosquadre)
2ª tappa Eneco Tour (Sittard, cronosquadre)

## Piazzamenti

### Grandi Giri
- Giro d'Italia

2013: 160º
- Vuelta a España

2009: 138º

### Classiche monumento
- Milano-Sanremo

2011: 139º
2013: 93º
2015: ritirato
- Giro delle Fiandre

2008: ritirato
2009: 104º
2010: ritirato
2011: ritirato
2013: ritirato
2014: ritirato
- Parigi-Roubaix

2009: fuori tempo massimo
2010: ritirato
2012: 75º
2013: ritirato
2014: 118º
2015: ritirato

### Competizioni mondiali
- Campionati del mondo su pista

L'Avana 1998 - Corsa a punti Junior: 2º
Berlino 1999 - Inseguimento a squadre: 12º
Manchester 2000 - Inseguimento a squadre: 5º
Anversa 2001 - Inseguimento a squadre: 7º
Ballerup 2002 - Inseguimento individuale: 15º
Ballerup 2002 - Inseguimento a squadre: 7º
Stoccarda 2003 - Inseguimento individuale: 13º
Stoccarda 2003 - Inseguimento a squadre: 9º
Melbourne 2004 - Inseguimento individuale: 12º
Melbourne 2004 - Inseguimento a squadre: 4º
Los Angeles 2005 - Inseguimento individuale: 10º
Los Angeles 2005 - Inseguimento a squadre: 2º
Bordeaux 2006 - Inseguimento individuale: 2º
Bordeaux 2006 - Inseguimento a squadre: 4º
Palma di Maiorca 2007 - Inseguimento individuale: 6º
Palma di Maiorca 2007 - Inseguimento a squadre: 7º
Manchester 2008 - Americana: 10º
Manchester 2008 - Inseguimento individuale: 14º
Manchester 2008 - Inseguimento a squadre: 8º
- Campionati del mondo su strada

Limburgo 2012 - Cronosquadre: 3º
Toscana 2013 - Cronosquadre: 2º
Ponferrada 2014 - Cronosquadre: 2º
Richmond 2015 - Cronosquadre: 4º
- Giochi olimpici

Sydney 2000 - Inseguimento a squadre: 7º
Pechino 2008 - Inseguimento individuale: 13º
Pechino 2008 - Inseguimento a squadre: 5º
Pechino 2008 - Americana: 8º

### Competizioni europee
- Campionati europei su pista

Brno 2001 - Inseguimento individuale Under-23: 8º
Brno 2001 - Corsa a punti Under-23: 8º
Ballerup 2006 - Americana: 5º
Ballerup 2006 - Omnium Endurance: vincitore
Alkmaar 2007 - Americana: vincitore
Alkmaar 2007 - Omnium Endurance: 3º
Alkmaar 2008 - Omnium Endurance: 6º
Alkmaar 2008 - Americana: 5º
Apeldoorn 2011 - Americana: 13º
Apeldoorn 2013 - Americana: 16º
- Campionati europei su strada

Apremont 2001 - Cronometro Under-23: 19º
Bergamo 2002 - Cronometro Under-23: 42º